# Cao Mao
Cao Mao (chinesisch 曹髦, Pinyin Cáo Máo, W.-G. Ts'ao Mao; Zì 彥士,  Yànshì,  Yen-shih; * 241; † 260) war der Enkel von Cao Pi und der vierte Kaiser der Wei-Dynastie.

## Familiärer Hintergrund und Aufstieg zum Thron
Cao Mao wurde 241 als Sohn von Cao Lin geboren, dem Prinzen von Donghai, und war dadurch der Enkel des ersten Wei-Kaisers Cao Pi und Cousin seines Vorgängers Cao Fang. 244, im Alter von drei Jahren, wurde er zum Fürsten von Gaoguixiang (高貴鄉公) ernannt, denn im Wei-Reich bestand die Regel, dass die Söhne der Prinzen zu Fürsten ernannt wurden. Schon im Kindesalter wurde Cao Mao für seine Intelligenz und Gelehrsamkeit bekannt.
249 starb sein Vater, als Cao Mao erst acht Jahre alt war. Sein älterer Bruder Cao Qi wurde daraufhin der Prinz von Donghai.
Seit 254 lag die Herrschaft über das Reich fest in den Händen des Sima-Clans, dessen Oberhaupt Sima Yi 249 die Macht von Cao Shuang errungen hatte. Nach Sima Yis Tod (251) übernahm sein Sohn Sima Shi die Macht. Er vereitelte eine Verschwörung von Cao Fangs Stiefvater Zhang Ji (張緝) und dessen Untergebenen Li Feng (李豐) und Xiahou Xuan (夏侯玄) und setzte den Kaiser ab.
Zu dieser Gelegenheit machte Cao Fangs Stiefmutter, Kaiserinmutter Guo (die Frau von Cao Fangs Adoptivvater Cao Rui), einen letzten Versuch, die Autorität des Cao-Clans wiederherzustellen, indem sie sich in die Wahl des Nachfolgers von Cao Fang einschaltete. Sima Shi schlug Cao Pis Bruder Cao Ju vor, aber die Kaiserin überzeugte ihn, dass diese Erbfolge ungünstig wäre, da dieser Kandidat schon in hohem Alter stand und kinderlos war. Sima Shi musste ihrem Vorschlag nachgeben, Cao Mao an seiner Stelle zum Kaiser zu krönen.
Obwohl Cao Mao noch jung war, kannte sie seine Intelligenz und hoffte wohl, dass er die Macht des Sima-Clans brechen konnte. Sie übergab ihm auch an Sima Shis Stelle das Kaiserliche Siegel.

## Herrschaft unter dem Sima-Clan
Trotz Kaiserinwitwe Guos Hoffnungen und Cao Maos Begabung gelang es ihm kaum, die wachsende Macht der Sima zu kippen. 255 erhoben sich die Generäle Wuqiu Jian und Wen Qin (文欽) gegen Sima Shi, wurden aber rasch niedergeschlagen. Wuqiu wurde mit seiner Sippe hingeschlachtet, Wen und seine Söhne entkamen nach Wu.
Sima Shi war schon beim Ausbruch der Rebellion krank; sein Zustand wurde auf dem Feldzug immer schlimmer, und er starb kaum einen Monat nach dem Sieg. Sofort leitete Cao Mao Maßnahmen in die Wege, um die Macht wiederzuerlangen. Mit Sima Shis Bruder und Erben Sima Shao handelte er ein Edikt aus, dass Sima Zhao im Süden bleiben sollte, um ihn vollkommen zu befrieden, während Sima Shis Assistent Fu Gu (傅嘏) und der Hauptstreitmacht in die Hauptstadt Luoyang zurückkehren sollte. Auf Fu Gus und Zhong Huis Anweisung hin ging Sima Zhao aber ebenfalls in die Hauptstadt und übernahm wieder die Regierung. Seitdem ließ er den Kaiser und Dowager Guo nicht mehr von seiner Seite weichen, um sie immer unter seiner Kontrolle zu haben.
In den nächsten Jahren beschäftigte sich Cao Mao mit Studien. Allmählich versammelte er einen Kreis von literarisch talentierten Hofbeamten um sich, die zwar für ihre Hingabe zum Sima-Clan bekannt waren, die aber auch einen Vorteil von einer stärkeren Stellung des Kaisers gewonnen hätten. Dazu gehörten Sima Zhaos Cousin Sima Wang, Wang Chen, Pei Xiu und Zhong Hui. Cao Mao hoffte, so mit der Zeit ihre Sympathie zu erlangen. Er traf sich oft mit ihnen, um über Literatur zu plaudern, und gab Sima Wang, der am weitesten entfernt vom Palast wohnte, einen zweiachsigen Wagen und eine fünfköpfige Eskorte.
Als es sich abzeichnete, dass Sima Zhao eine Thronübernahme plante, wurde der General Zhuge Dan unruhig. Sima Zhao sandte seinen Untergebenen Jia Chong um herauszufinden, ob der General eine Machtübernahme des Sima-Clans unterstützen würde. Weil aber der General Sima Zhaos Gesandten streng tadelte, entschied Sima sich, ihn in die Hauptstadt zu berufen. Zhuge Dan begann einen Aufstand und ersuchte Wu um Hilfe, denen er seine Provinz Shouchun zu übergeben versprach. Sima Shi handelte rasch und umzingelte Shouchun, kurz nachdem eine Einheit der Wu unter Wen Qin dahin gelangt war. Die Hauptstreitmacht der Wu unter Sun Lin dagegen konnte nicht mehr zu Hilfe eilen und kehrte unverrichteter Dinge heim. Im Frühjahr 258 wurden Zhuge Dan und Wen Qin in der Provinzhauptstadt eingeschlossen. Im Streit um das weitere Vorgehen tötete Zhuge den General, dessen Söhne zu Sima Zhao überliefen und die Stadt übergaben. Zhuge Dan wurde gefangen genommen und mitsamt seiner Sippe hingerichtet; nur sein Sohn Zhuge Jing (諸葛靚), der als Bote nach Wu gesandt worden war, überlebte.
Nach Zhuge Dans Niederlage getraute sich keiner der Generäle mehr, sich gegen die Macht des Sima-Clans zu erheben. Dies verbitterte Cao Mao, und so verfasste er 259, nachdem ein Bericht über Drachen in einer Quelle zu ihm gelangt war (Drachen waren ein Zeichen göttlichen Wohlgefallens), die Ode an den Verborgenen Drachen:
Der arme Drache ist gefangen, allein und kalt;
Er kann nicht aus den Tiefen sich erheben;
Er kann sich in den Himmel nicht aufschwingen;
Er kann nicht einmal zu den Feldern steigen.
Der arme Drache fiel in diese tiefe Quelle;
Und alle Fische tanzen vor ihm;
Er birgt die Zähne und die Klauen sein und seufzt;
Und so bedrückt bin auch ich.
Dies missfiel Sima Zhao ganz und gar, und fortan überwachte er die Schritte des Kaisers sehr genau.
Ebenfalls 258 verfasste Cao Mao auf Simas Druck hin ein Edikt, das ihm die Neun Ehrenzeichen zusprach (ein Zeichen der bevorstehenden Usurpation), und da Sima sie ablehnte, wurden seine Absichten sogar klarer.

## Versuchter Staatsstreich und Tod
Im Alter von neunzehn Jahren (260) wurde Cao Mao erneut gezwungen, Sima Zhao die Neun Ehrenzeichen anzubieten, die er abermals ablehnte. Cao Maos Zorn erwachte. Er versammelte seine Untergebenen Wang Chen, Wang Jin und Wang Ye und teilte ihnen von seinem Plan mit, Sima Zhao zu stürzen, obwohl er um die geringen Erfolgschancen wusste. Er soll dabei gesagt haben: „Selbst ein Tagelöhner kennt Sima Zhaos Herz.“ (Sima Zhao zhi xin, luren jie zhi), was später ein Sprichwort nach der Art „ein offenes Geheimnis“ wurde. Cao Mao war entschlossen, für seinen Plan notfalls zu sterben, und fühlte dennoch eine gewisse Chance auf Erfolg. Wang Jing versuchte erfolglos, ihn davon abzubringen, aber anders als Wang Chen und Wang Ye berichtete er Sima Zhao nicht davon, als Cao Mao die Kaiserinwitwe Guo aufsuchte, um ihr von seinem Plan zu erzählen.
Cao Mao bewaffnete sich mit einem Schwert und zog mit seinen Dienern und der Palastwache zu Sima Zhaos Landsitz. Sima Zhaos Bruder Sima Zhou stellte sich ihnen entgegen, zog sich aber vor der Entschlossenheit des Kaisers zurück. Jia Chong kämpfte zwar, aber weil auch er sich nicht getraute, Hand an den Kaiser zu legen, zog auch er sich zurück. Sein Offizier Cheng Ji erkundigte sich nach Befehlen, und Jia Chong trug ihm auf, die Macht des Sima-Clans rücksichtslos zu verteidigen. So nahm Cheng Ji einen Speer und tötete Cao Mao.
Nach dem Tod des Kaisers verlangte das Volk nach der Todesstrafe für Jia Chong, aber Sima Zhao zwang Kaiserinwitwe Guo, Cao Mao postum zum gewöhnlichen Bürger zu degradieren und auch so zu bestatten. Dann ließ er Wang Jing mit seiner Sippe hinrichten. Am nächsten Tag aber befahl Sima Zhao auf Bitten seines Onkels Sima Fu, Cao Mao stattdessen zum Fürsten zu erklären und wie einen kaiserlichen Prinzen zu bestatten.
Sima Zhao berief Cao Huang (dessen Name später in Cao Huan geändert wurde) als Nachfolger des Kaisers in die Hauptstadt, und Kaiserinwitwe Guo wurde keine Mitbestimmung bei der Nachfolge mehr gewährt. Neunzehn Tage später beschuldigte Sima Zhao den General Cheng Ji und seine Brüder des Verrats und ließ sie mit ihren Sippen hinrichten, um die Gemüter der Bürger zu beruhigen, während er Jia Chong verschonte.

## Äranamen
- Zhengyuan (正元 zhèng yúan) 254–256
- Ganlu (甘露 gān lù) 256–260

| Vorgänger | Amt                               | Nachfolger |
| --------- | --------------------------------- | ---------- |
| Cao Fang  | Kaiser von China (Norden) 254–260 | Cao Huang  |

| Personendaten    | Personendaten               |
| ---------------- | --------------------------- |
| NAME             | Cao, Mao                    |
| ALTERNATIVNAMEN  | Cáo, Máo; 曹髦 (chinesisch) |
| KURZBESCHREIBUNG | Kaiser der Wei-Dynastie     |
| GEBURTSDATUM     | 241                         |
| GEBURTSORT       | China                       |
| STERBEDATUM      | 260                         |
| STERBEORT        | China                       |